# Озерпахське сільське поселення
Озерпа́хське сільське поселення (рос. Озерпахское сельское поселение) — сільське поселення у складі Ніколаєвського району Хабаровського краю Росії.
Адміністративний центр — селище Озерпах.

## Населення
Населення сільського поселення становить 206 осіб (2019; 235 у 2010, 342 у 2002).

## Склад
До складу сільського поселення входять:
| Населений пункт | Населення, осіб (2002) | Населення, осіб (2010) |
| --------------- | ---------------------- | ---------------------- |
| Озерпах, селище | 330                    | 235                    |
| Свободне, село  | 12                     | 0                      |